# Hiệp hội bóng đá Jordan
Hiệp hội bóng đá Jordan (JFA) (tiếng Ả Rập: الاتحاد الأردني لكرة القدم) là tổ chức quản lý, điều hành các hoạt động bóng đá ở Jordan. JFA quản lý đội tuyển bóng đá quốc gia Jordan, tổ chức các giải bóng đá như giải vô địch bóng đá Jordan, cúp bóng đá Jordan,.... JFA là thành viên của cả Liên đoàn bóng đá thế giới (FIFA), Liên đoàn bóng đá châu Á (AFC) và Liên đoàn bóng đá Tây Á (WAFF).
Chủ tịch của Hiệp hội bóng đá Jordan hiện nay là Hoàng tử Ali Bin Al-Hussein.